# Cadaba fruticosa
Cadaba fruticosa là một loài thực vật có hoa trong họ Capparaceae. Loài này được (L.) Druce mô tả khoa học đầu tiên năm 1913.